# Бабура
Бабу́ра (фонетический вариант Бобу́ра) — русское прозвище, прозвищное имя. В письменных памятниках до XVII века зафиксирован только вариант Бабу́рка — в 1592 году. Но уже в XVI веке в Рязани были помещики с фамилией, произошедшей от Бабуры — Бабурины. В большинстве случаев Бабура было, вероятно, вторым, дополнительным именем.

## Происхождение
Глагол бабу́рить и существительное бабу́ра имеют в различных диалектах русского языка много значений. Единого мнения, какое значение слова стало основой прозвища Бабура, не существует. Версии происхождения прозвища сводятся к следующим:
- от бабурить — говорить[3];
- от бабура — ласкательное к бабушка[3][4];
- от бабура — мотылёк[2][4];
- от бабура — кость для игры в бабки[4];
- от бабура — рыба подкаменщик[4];
- от бабурка — зольник, загнёт в русской печи, куда отгребают жар[2][5].

## Патронимные фамилии
От имени Бабура и его фонетического варианта Бобура посредством суффиксов -ин и -ов произошли равноправные патронимные фамилии — распространённая Бабурин, реже встречающаяся Бабуров и редко встречающиеся Бобурин и Бобуров.
От уменьшительного имени Бабурка (Бобурка) аналогичным образом произошли фамилии Бабуркин (Бобуркин) и Бабурков (Бобурков), а также фамилия Бабурко (Бобурко).